# Lista de distritos de Maranguape

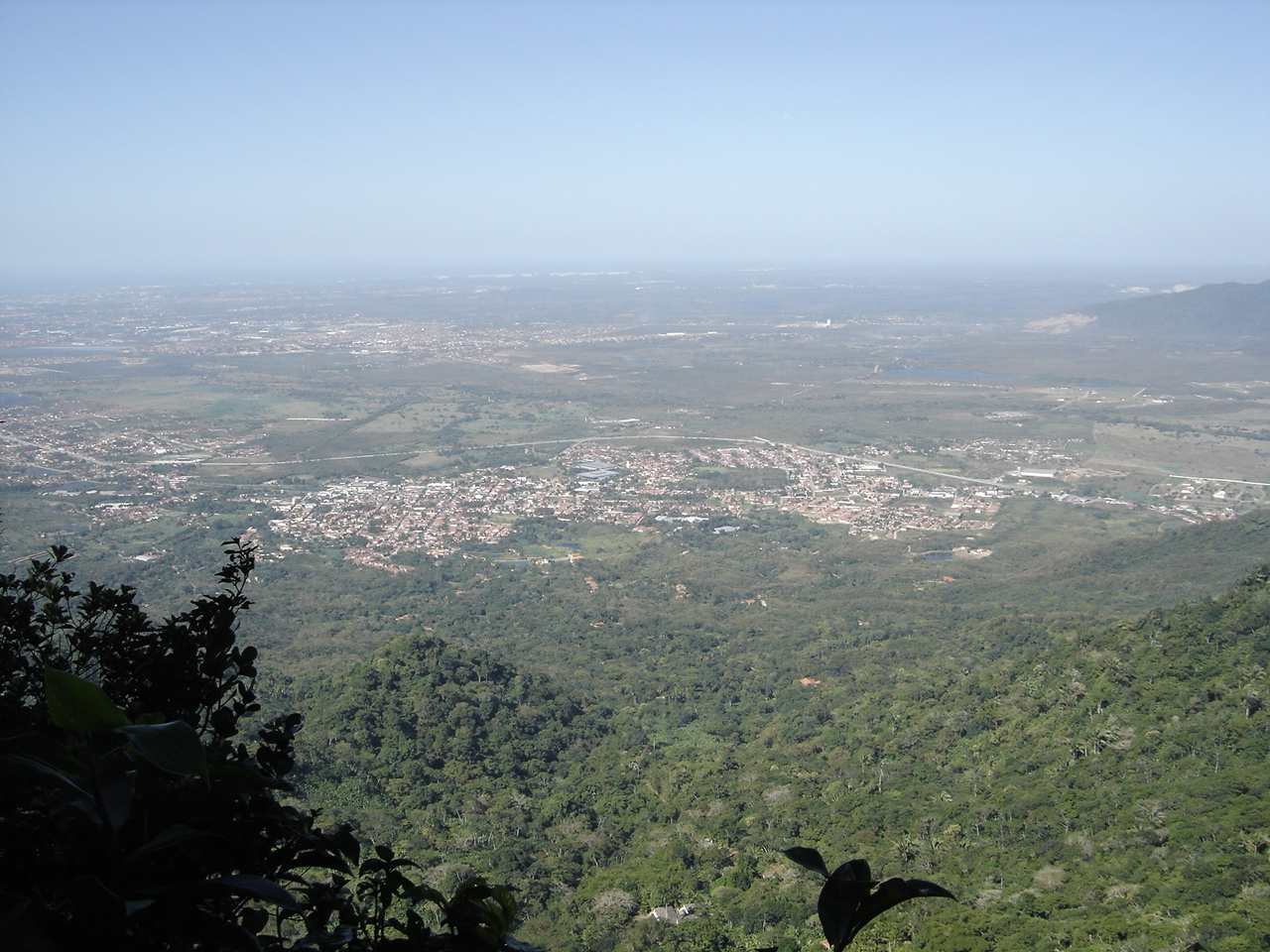
Vista do distrito-sede de Maranguape

Essa é a lista de distritos de Maranguape, que são uma divisão oficial do município brasileiro supracitado, localizado no estado do Ceará. As subdivisões estão de acordo com dados dos censos demográficos realizados pelo Instituto Brasileiro de Geografia e Estatística (IBGE). O distrito-sede, que é onde se encontram muitos dos bairros de Maranguape e o centro da cidade, foi criado pela provisão de 1º de janeiro de 1760 e ato provincial de 18 de março de 1842, então pertencente a Fortaleza.
Maranguape foi emancipada pela lei provincial nº 533 de 17 de novembro de 1851. Desde então, ocorreu a criação de diversos distritos do município, além da emancipação de Palmácia, desmembrado em 28 de agosto de 1957, e Maracanaú, em 30 de dezembro de 1958. De acordo com o IBGE, restavam 17 distritos em 2022, sendo que o distrito-sede era o mais populoso, contando com 65 160 habitantes, seguido por Sapupara, com 7 245 moradores.

## Distritos de Maranguape
| Distrito                   | Código IBGE | Habitantes (2022) | Domicílios particulares (2022) | Data de criação         |         |           |       |       |               |
| -------------------------- | ----------- | ----------------- | ------------------------------ | ----------------------- | ------- | --------- | ----- | ----- | ------------- |
| Distrito                   | Código IBGE | Habitantes (2022) | Domicílios particulares (2022) | Data de criação         | Amanari | 230770010 | 4 777 | 1 576 | Antes de 1943 |
| Antônio Marques            | 230770015   | 1 120             | 414                            | 10 de janeiro de 1964   |         |           |       |       |               |
| Cachoeira                  | 230770017   | 1 230             | 425                            | 18 de fevereiro de 1991 |         |           |       |       |               |
| Itapebussu                 | 230770020   | 3 811             | 1 263                          | 14 de agosto de 1882    |         |           |       |       |               |
| Jubaia                     | 230770025   | 2 281             | 744                            | 7 de novembro de 1861   |         |           |       |       |               |
| Ladeira Grande             | 230770026   | 2 206             | 721                            | 18 de fevereiro de 1991 |         |           |       |       |               |
| Lages                      | 230770027   | 2 048             | 648                            | 18 de fevereiro de 1991 |         |           |       |       |               |
| Lagoa do Juvenal           | 230770029   | 1 701             | 560                            | 22 de maio de 1990      |         |           |       |       |               |
| Manoel Guedes              | 230770031   | 1 565             | 558                            | 18 de fevereiro de 1991 |         |           |       |       |               |
| Maranguape (distrito-sede) | 230770005   | 65 160            | 21 705                         | -                       |         |           |       |       |               |
| Papara                     | 230770032   | 3 574             | 1 257                          | 18 de fevereiro de 1991 |         |           |       |       |               |
| Penedo                     | 230770033   | 2 736             | 901                            | 18 de fevereiro de 1991 |         |           |       |       |               |
| Sapupara                   | 230770035   | 7 245             | 2 349                          | 8 de junho de 1864      |         |           |       |       |               |
| São João do Amanari        | 230770037   | 1 879             | 625                            | 18 de fevereiro de 1991 |         |           |       |       |               |
| Tanques                    | 230770040   | 2 044             | 769                            | 20 de dezembro de 1938  |         |           |       |       |               |
| Umarizeiras                | 230770042   | 1 606             | 505                            | 18 de fevereiro de 1991 |         |           |       |       |               |
| Vertentes do Lagedo        | 230770045   | 110               | 46                             | 10 de janeiro de 1964   |         |           |       |       |               |